# 常城
常城（1945年10月—），男，回族，北京人，中华人民共和国政治人物，曾任中国民主促进会中央委员会常务委员，第九、十届全国政协委员。